# Raumstadt-Modell
Das Raumstadt-Modell ist eine dreidimensionale Abbildung Berlins im Maßstab 1:5000, in der 2011 freie und ungenutzte Flächen der Stadt (voids) verzeichnet wurden. Das Modell sollte als Entwicklungsgrundlage für die geplante, aber 2013 abgesagte Internationale Bauausstellung (IBA) 2020 dienen.

## Konzept
Das Raumstadt-Modell entstand auf Initiative eines Prae-IBA-Teams und der Senatsbaudirektorin Berlins, Regula Lüscher. Das Team hatte die Aufgabe, eine weitere IBA in Berlin vorzubereiten. Sieben Studierende der Architektur bzw. des Urban Designs der Technischen Universität Berlins erstellten bis Mai 2011 ein rund 9 Meter breites und rund 7,6 Meter langes Modell der Stadt. Auf die so entstandene Fläche von rund 68,4 m² wurde ein hochauflösendes Luftbild aufgebracht. Die von über 50 Studenten aus 10 Ländern zwischen April und Mai 2011 aufgenommenen mehr als 1.000 Voids wurden mit unterschiedlichen Farben und Folien auf der Karte markiert. Leerstehende Gebäude sind als blaue Kuben ausgeführt. Flächen mit einer silbernen Folie markieren Grundstücke, die dem Berliner Baulückenmanagement gehören. Goldene Flächen sind Resträume wie Mittelstreifen oder Flächen unter Bahntrassen und Autobahnen. Eine durchsichtige, in Regenbogenfarben schillernde Folie zeigt Brachen.
Das Modell ist aus einzelnen Bausteinen aufgebaut und kann in die 12 Bezirke Berlins zerlegt werden. So können je nach Ausstellungssituation die gesamte Stadt oder nur einzelne Teile gezeigt werden. Das Modell war vom 12. August bis 31. Oktober 2011 in der Senatsverwaltung für Stadtentwicklung in Berlin zu sehen.
Ziel des Raumstadt-Modell war es, der Ressource „Raum“ eine „faktenbasierte Visualisierung zu geben. In dem die vielfältigen Raumpotenziale der Stadt kartographisch erfasst werden, öffnet sich zugleich der Raum für Imagination und Phantasie für die Zukunft der Stadt.“

## Einbettung des Modells in die IBA
Die Planungen für die IBA 2020 basierten auf drei Themengebieten: Hauptstadt, Sofortstadt und Raumstadt. Die Hauptstadt beschreibt Berlin als „Schaufenster Deutschlands“. Ziel war, den Bewohnern und Besuchern Berlins einen „gesellschaftlichen Entwurf einer städtischen demokratischen Gesellschaft“ zu zeigen. Im Berlin des 21. Jahrhunderts sollte nach Wunsch der Veranstalter „über gesellschaftliche und ethnische Grenzen hinaus Zusammenhang und Unterstützung gelebt […] und zum Beispiel Nachbarschaftshilfe [durch] die Großfamilie“ abgelöst werden. Die Sofortstadt beschrieb Berlin als eine „Hauptstadt der Zwischennutzung“, in der zeitlich begrenzte Projekte die Möglichkeit bieten, architektonische Projekte auf Zeit auszuprobieren. Die Raumstadt war das dritte Element dieser Strategie, die eine Entscheidungsgrundlage dafür bieten sollte, welche Flächen bebaut und welche freigehalten werden sollten.